# Гострий розсіяний енцефаломієліт
Гострий розсіяний енцефаломієліт (англ. Acute disseminated encephalomyelitis (ADEM), or acute demyelinating encephalomyelitis; також гострий дисемінований енцефаломієліт, гострий демієлінізуючий енцефаломієліт) — автоімунне гостре захворювання головного та спинного мозку. Сутністю ураження є пошкодження мієлінової ізоляції нервів через що руйнується біла речовина мозку. Енцефаломієліт спричинюють вірусні інфекції, які запускають каскад автоімунних порушень. Також не виключається в окремих нечисленних випадках роль рідкісних вакцин для позапланової вакцинації. Рідкісно процес запускається після трансплантації органів. Прояви гострого розсіяного енцефаломієліту нагадують такі в розсіяного склерозу, через що захворювання класифікується як хвороба-попередник розсіяного склерозу.
Зустрічається з частотою 8 випадків на 1 млн людей. Незважаючи на те, що хвороба зустрічається у всіх віках, більшість випадків спостерігається у дітей та підлітків, середній вік яких становить від 5 до 8 років. Захворювання майже з однаковою частотою відбувається у чоловіків і жінок. Рівень летальності може досягати 5 %; однак, повне відновлення спостерігається у 50-75 % випадків. Іноді розвивається незначна інвалідність. Середній час відновлення від хвороби становить від одного до шести місяців.

## Етіологія
Вважається, що запускають енцефаломієліт:
- віруси грипу, денге, кору, краснухи, епідемічного паротиту, гепатиту А, ентеровіруси та герпесвіруси;
- бактеріальні збудники хвороби Лайма, лептоспірозу, респіраторного мікоплазмозу;
- найпростіші, збудники малярії[5].

Частіше зустрічається в зимові місяці, причому більшість випадків відбувається в період з жовтня по березень. Типові випадки виникають через 1-2 дні до декількох тижнів після інфекційного захворювання, особливо чітко це відбувається у дітей.
Єдиною вакциною, що доведено може спричинити гострий дисемінований енцефаломієліт, є одна з форм вакцини проти сказу, яка містить в собі залишки тканини тварин, у яких розвивався вірус сказу. Проти багатьох інших вакцин доказів не виявлено, тому що більшість досліджень використовують невеликі вибірки. Епідеміологічні дослідження великих масштабів (наприклад, тривакцини «кір+краснуха+епідемічний паротит» або вакцини проти натуральної віспи не показали підвищеного ризику виникнення гострого дисемінованого енцефаломієліту після вакцинації.
У рідкісних випадках причиною розвитку процесу буває трансплантація органів.

## Патогенез
Розсіяний склероз і гострий дисемінований енцефаломієліт мають близьку патогенетичну подібність, кожна з яких нагадує патологію експериментального алергічного енцефаломієліту. Виразність навколовенного запалення біля нервових клітин в обох захворюваннях є рисою, яка є спільною з багатьма іншими формами енцефаліту, але плямиста демієлінізація зі збереженням аксонових циліндрів і переважання мікрогліальних клітин у запальному ексудаті є відмінністю.
Патологія різних стадій розвитку розсіяного склерозу повніше охарактеризована, ніж патологія уражень при гострому розсіяному енцефаломієліті. Це пояснюється тим, що більшість пацієнтів з цією патологією відновлюються повністю і без видимих патологічних наслідків. Мало біоптатів було отримано або представлено для посмертного аналізу. Відомо, що бляшки при розсіяному склерозі проявляють такі особливості організації, особливо активні, які не виявлено у випадках гострого розсіяного енцефаломієліту. З іншого боку, загальні патологічні подібності не виключають, хоча й не підтверджують можливість того, що гострий розсіяний енцефаломієліт є легкою формою розсіяного склерозу, яка певною мірою стабілізується після одного, або, можливо, декількох деміелінізуючих нападів. Можливий зв'язок між цими захворюваннями додатково підтверджується подібністю клінічних проявів на початку маніфестації. Механізми цих демієлінізуючих захворювань залишаються неповністю зрозумілими, незважаючи на надзвичайне багатство і складність імунологічних зрушень, які були виявлені після понад століття клінічних, патологічних і лабораторних досліджень. Вияснено, що дорослі хворі мають вищу концентрацію хемокінів, що рекрутують або активують нейтрофіли (CXL1 і CXL7), моноцити (CCL3 і CCL5), клітини Th1 (CXCL10) і Th2 (CCL1, CCL17) і CCL22), ніж це є в нормальному організмі.

## Клінічні ознаки
Має різкий початок. Прояви зазвичай починаються через 1-3 тижні після зараження вірусом, включають гарячку, головний біль, нудоту і блювання; перші ознаки зазвичай включають різку енцефалопатію: зміну поведінки, сплутаність свідомості, порушення зору, сонливість, судоми і кому. Незважаючи на те, що спочатку прояви невиразні, вони швидко прогресують упродовж декількох годин до днів, середній час до максимального розвитку становить близько чотирьох з половиною днів. Можливий розвиток геміпарезів, парапарезів і паралічів черепних нервів. Енцефалопатія, як правило, пов'язана з мультифокальними неврологічними симптомами. Рідше продовження погіршення неврологічних функцій розтягується до місяця.
Фульмінантний (блискавичний) перебіг частіше проявляється у дітей молодше 3 років, з швидким розвитком ураження нервових функцій і демонстрацією тяжкого набряку головного
мозку при нейровізуалізації.
Повне відновлення спостерігається у 50-70 % випадків, у 20 % відновлення відбувається з формуванням інвалідизуючих змін, середній час відновлення становить від одного до шести місяців. Летальність досягає 10 %. Діти, як правило, мають сприятливіші наслідки, ніж дорослі. У тих випадках, коли в перебігу немає гарячки, результати відновлення гірші. Залишковий дефіцит м'язової моторики залишається приблизно в 8-30% випадків, діапазон тяжкості від легкої незграбності до атаксії і геміпарезу. Нейрокогнітивні порушення мінімальні.

## Діагностика
Наразі загальноприйнятим міжнародним стандартом для визначення клінічного випадку хвороби є той, що створений Міжнародною групою з вивчення дитячого розсіяного склерозу, версія 2007 року.
Враховуючи, що визначення є клінічним, наразі невідомо, чи всі випадки гострого розсіяного енцефаломієліту є позитивними для аутоантитіл проти MOG, але в будь-якому випадку їхня наявність є обов'язковою.
Рівень концентрації основного білка мієліну, що відображає демієлінізацію, часто підвищений.

## Лікування
Лікують високими дозами внутрішньовенних кортикостероїдів, на які хвороба, здається, реагує. Вводиться 0,02-0,03 г / кг метилпреднізолону (максимальна доза 1 г / д) упродовж 3-5 днів. Покращення може спостерігатися протягом декількох годин, але зазвичай вимагає декількох днів.
З метою лікування станів, пов'язаних з запаленням та імунною дизрегуляцією шляхом нейтралізації циркулюючих антимієлінових антитіл вводять людський імуноглобулін (сандоглобулін). Він може знижувати регуляцію прозапальних цитокінів, включаючи гаммаінтерферон. Блокує Fc-рецептори на макрофагах, пригнічує індуктор Т і В-клітини і посилює супресорні Т-клітини. Може сприяти ремієлінізації.
Також є успішні випадки лікування за допомогою таких засобів, як комбінація внутрішньовенних кортикостероїдів, імуноглобуліну, циклоспорину, циклофосфаміду, плазмаферезу.